# Becamex Bình Dương FC
Maillots
Actualités
Le Becamex Binh Duong FC est un club vietnamien de football situé à Binh Duong. 

## Historique
Fondé en 1976 sous le nom de Sông Bé, le club remporte le premier trophée de son histoire en 1994, grâce à sa victoire en finale de la Coupe du Viêt Nam face à Cang Sai Gon. Après avoir été rebaptisé Binh Duong FC, il est promu en V-League à l'issue de la saison 2003.
Binh Duong réussit à terminer durant quatre saisons consécutives à l'une des deux premières places du championnat, avec deux titres de champions à la clé, en 2007 et 2008 (avec une victoire à chaque fois en Supercoupe du Viêt Nam).
Sur la scène asiatique, Binh Duong devient le deuxième club vietnamien à atteindre le dernier carré d'une compétition continentale (après Da Nang Club en Coupe des Coupes 1993) avec un beau parcours en Coupe de l'AFC 2009. Après avoir terminé en tête de sa poule (devant Home United FC de Singapour, le club thaïlandais de Buriram PEA FC et les Maldiviens de Club Valencia), l'équipe élimine assez facilement le club malaisien de Kedah FA (8-2) puis se hisse au tour suivant après avoir sorti les Thaïlandais de Chonburi FC. L'aventure s'arrête en demi-finales face au club syrien d'Al-Karamah SC (victoire 2-1 à domicile à l'aller, défaite 3-0 en Syrie).
À la suite d'un rachat par la société Becamex, le club change à nouveau de nom et devient Becamex Binh Duong FC

## Palmarès
- Championnat du Mékong des clubs (1)
  - Vainqueur : 2014

- Championnat du Viêt Nam (4)
  - Champion : 2007, 2008, 2014 et 2015
  - Vice-champion : 2006, 2009

- Coupe du Viêt Nam (3)
  - Vainqueur : 1994, 2015 et 2018
  - Finaliste : 2008, 2014

- Supercoupe du Viêt Nam (4)
  - Vainqueur : 2007, 2008, 2014, 2015

## Grands noms
- Nguyễn Vũ Phong
- / Lee Nguyen
- Charles Livingstone Mbabazi